# Asics-CGA
Asics-CGA was een Italiaanse wielerploeg die actief was in de jaren 1997 en 1998. Hoofdsponsor was Asics, een Japans bedrijf dat sportkledij fabriceert. De grootste zege van de ploeg was Luik-Bastenaken-Luik met Michele Bartoli in 1998.

## Ploegleiding
- Davide Boifava: teammanager en ploegleider
- Pietro Turchetti: ploegleider
- Sandro Quintarelli: ploegleider
- Serge Parsani: ploegleider
- Mario Chiesa: ploegleider

## Bekende wielrenners
- Kurt-Asle Arvesen 1998
- Michele Bartoli 1998
- Ivan Basso 1998
- Paolo Bettini 1998
- Claudio Chiappucci 1997
- Mario Chiesa 1997
- Federico Colonna 1997–1998
- Michele Coppolillo 1998
- Andrea Noè 1997–1998
- Fabio Roscioli 1997–1998
- Luca Scinto 1998
- Filippo Simeoni 1997–1998

## Belangrijkste overwinningen
1997
- 15e etappe Ronde van Italië: Alessandro Baronti

1998
- Eindklassement Driedaagse De Panne-Koksijde: Michele Bartoli
- Luik-Bastenaken-Luik: Michele Bartoli
- 11e etappe Ronde van Italië: Andrea Noè
- 13e etappe Ronde van Italië: Michele Bartoli
- Kampioenschap van Zürich: Michele Bartoli